# ميكانيكا الكم النسبية

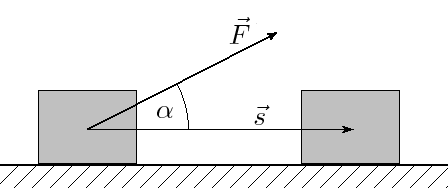

ميكانيكا الكم النسبية في الفيزياء هي أي صيغة متغير بوانكريه مشترك عن ميكانيكا الكم. تُطبق هذه النظرية على الجسيمات ذات الكتلة التي تتحرك بأي سرعة حتى السرعات التي تُقارن بسرعة الضوء c، والتي يمكن اختراقها بواسطة الجسيمات عديمة الكتلة. تنطبق النظرية على فيزياء الطاقة العالية وفيزياء الجسيمات وفيزياء المسرعات بالإضافة إلى فيزياء الذرات والكيمياء وفيزياء المواد المكثفة. تشير ميكانيكا الكم غير النسبية إلى الصيغة الرياضية لميكانيكا الكم المطبقة في سياق نسبية جاليليو، تكمم تحديدًا معادلات الميكانيكا الكلاسيكية عن طريق استبدال المؤثرات بالمتغيرات الديناميكية. ميكانيكا الكم النسبية هي ميكانيكا الكم تُطبق مع النسبية الخاصة بالرغم من أن الصيغ السابقة لها مثل تصور شرودنغر وتصور هايزنبرغ كانت مصاغة في الأصل بخلفية غير نسبية، منها أيضًا ما يصلح مع النسبية الخاصة (مثل صياغة ديراك أو صياغة تكامل المسار).
من السمات الأساسية لكل صيغ ميكانيكا الكم النسبية: التنبؤ بالمادة المضادة والعزم المغناطيسي المغزلي للفرميونات الأولية ذات اللف المغزلي النصفي، والبنية الدقيقة والديناميكا الكمية للجسيمات المشحونة في المجالات الكهرومغناطيسية. على النقيض من ميكانيكا الكم غير النسبية، يجب إدخال المصطلحات بشكل مصطنع في مؤثر هاميلتون كي تتفق مع الملاحظات التجريبية.
أكثر صيغ ميكانيكا الكم النسبية نجاحًا (وأكثرها استخدامًا) هي نظرية المجال الكمي النسبية، حيث تُفسر الجسيمات الأولية على أنها كمات في المجال. من النتائج الخاصة بنظرية المجال الكمي التي اختُبرت مقابل صيغ المجال الكمي النسبية الأخرى هو الفشل في حفظ عدد الجسيمات، في نشأة المادة مثلًا ودثورها.
في هذا المقال، تُكتب المعادلات بترميز التفاضل الشعاعي ثلاثي الأبعاد المعتاد وتُستخدم رموز القبعات للتعبير عن المؤثرات (ليس بالضرورة في الكتابة)، وبالإضافة إلى ذلك، تُستخدم طريقة جمع أينشتاين. تُستخدم وحدات النظام الدولي هنا؛ تُعتبر الوحدات الجاوسية والوحدات الطبيعية بدائل شائعة. تعبر كل المعادلات عن الموضع فيجب أن يُجرى على المعادلات تحويل فوريير كي تمثل العزم.

## الجمع بين النسبية الخاصة وميكانيكا الكم
تقول إحدى الطرق أن نعدل تصور شرودنغر كي يصبح متسقًا مع النسبية الخاصة.
من مسلمات ميكانيكا الكم أن معادلة شرودنغر تعطينا التطور الزمني لأي نظام كمي:
{\displaystyle i\hbar {\frac {\partial }{\partial t}}\psi ={\hat {H}}\psi }
باستخدام مؤثر هاملتوني مناسب Ĥ الموافق للنظام. فالحل هو الدالة الموجية ذات القيمة المركبة ψ(r, t)، دالة تصف سلوك النظام، في متجه موضع ثلاثي الأبعاد r للجسيم في الزمن  t.
لكل جسيم عدد كم مغزلي غير سالب s، فالعدد 2s عدد صحيح، فردي للفرميونات وزوجي للبوزونات. كل s لها أعداد كم في إسقاط-z 2s + 1؛ σ = s, s − 1, ... , −s + 1, −s. هذا متغير منفصل إضافي تتطلبه الدالة الموجية: ψ(r, t, σ).
تاريخيًا، في أوائل عشرينيات القرن العشرين، كان كل من باولي وكرونيغ وأولينبيك وغودسميت أول من اقترح مفهوم اللف المغزلي. يمزج تضمين اللف المغزلي في الدالة الموجية مبدأ الاستبعاد لباولي (1925) ونظرية إحصائيات- اللف المغزلي الأكثر عمومية (1939) المنسوبة إلى فيرز، والتي أعاد باولي صياغتها بعد عام. يفسر هذا مجموعة متنوعة من سلوكيات الجسيمات دون الذرية وظواهرها: من التكوينات الإلكترونية للذرات، والأنوية (وبالتالي جميع العناصر في الجدول الدوري وكيميائها)، إلى تكوينات الكوارك وشحنة اللون (وبالتالي خصائص الباريونات والميزونات).
التنبؤ الأساسي للنسبية الخاصة هو العلاقة النسبية بين الطاقة والزخم. لجسيم كتلة سكونه m، وفي إطار مرجعي معين مع الطاقة E و 3- زخم p مع الحجم من حيث الناتج النقطة {\displaystyle p={\sqrt {\mathbf {p} \cdot \mathbf {p} }}}، يكون:
{\displaystyle E^{2}=c^{2}\mathbf {p} \cdot \mathbf {p} +(mc^{2})^{2}\,.}
تُستخدم هذه المعادلات مع الطاقة ومؤثرات الزخم، وهما على الترتيب:
{\displaystyle {\hat {E}}=i\hbar {\frac {\partial }{\partial t}}\,,\quad {\hat {\mathbf {p} }}=-i\hbar \nabla \,,}
لإنشاء معادلة موجية نسبية: معادلة تفاضلية جزئية متسقة مع علاقة الطاقة- الزخم، وحلها  ψ للتنبؤ بالديناميكا الكمية للجسيم. ولمراعاة المكان والزمن بنفس القدر، كما هو الحال في النسبة، فينبغي أن تكون المشتقات الجزئية للمكان والزمن على نفس الدرجة، وأن تكون الدرجة قليلة قدر الإمكان، حتى لا تكون هناك حاجة لتحديد القيم الأولية للمشتقات. وهذا مهم في التفسيرات الاحتمالية، عليها أمثلة في الأسفل. أقل درجة ممكنة المعادلة الاشتقاقية هي الدرجة الأولى (لن تكوِّن مشتقات الدرجة الصفرية معادلة تفاضلية).
تصور هايزنبرغ هو صيغة أخرى من ميكانيكا الكم، التي تكون الدالة الموجية ψ بها مستقلة عن الزمن وتتضمن المؤثرات A(t) الاعتماد على الزمن، تحكمها معادلة الحركة الآتية:
{\displaystyle {\frac {d}{dt}}A={\frac {1}{i\hbar }}[A,{\hat {H}}]+{\frac {\partial }{\partial t}}A\,,}
هذه المعادلة صحيحة أيضًا في ميكانيكا الكم النسبية إذا ما عُدلت مؤثرات هايزنبرغ كي تصبح متسقة مع النسبية الخاصة.
تاريخيًا، ما يقرب من عام 1926، أوضح شرودنغر وهايزنبرغ أن ميكانيكا الموجة وميكانيكا المصفوفة متكافئتان، وهو ما خاض فيه ديراك باستخدام نظرية التحويل.
ظهرت طريقة أخرى أحدث للوصول إلى المعادلات الموجية النسبية أثناء محاولة صياغتها للتعبير عن الجسيمات بأي لف مغزلي، وهي أن نطبق تمثيلات مجموعة لورنتز.

### المكان والزمن
في الميكانيكا الكلاسيكية وميكانيكا الكم غير النسبية، الزمن كمية مطلقة يمكن أن يتفق عليها كل المراقبين والجسيمات، «ينساب» في الخلفية بغض النظر عن المكان. ولهذا، في ميكانيكا الكم غير النسبية يكون لدينا لنظام متعدد الجسيمات ψ(r1, r2, r3, ..., t, σ1, σ2, σ3...)
في الميكانيكا النسبية، ليست الإحداثيات المكانية ولا الزمن الإحداثي بالأشياء المطلقة؛ يمكن لأي مراقبَين يتحركان بالنسبة لبعضهما أن يقيسا مواقع وأزمنة مختلفة للأحداث. تتحد إحداثيات المكان والزمن بصورة طبيعية في موضع زمكان رباعي الأبعاد X = (ct, r) يتوافق مع الأحداث، وتتحد الطاقة والزخم-3 طبيعيًا في الزخم الرباعي P = (E/c, p) لجسيم ديناميكي، كما يقاس في بعض الأطر المرجعية، غير وفقًا لتحويل لورنتز إذ يقيس المرء من إطار مختلف أعلى من الإطار الأصلي محط الاعتبار أو متحول عنه.
بتحويل لورنتز متعامد صحيح (r, t) → Λ(r, t) في فضاء مينكوفسكي، كل الحالات الكمية ذات الجسيم الواحد ψσ تتحول محليًا تحت تمثيل  D من مجموعة لورنتز.
{\displaystyle \psi _{\sigma }(\mathbf {r} ,t)\rightarrow D(\Lambda )\psi _{\sigma }(\Lambda ^{-1}(\mathbf {r} ,t))}
حيث D(Λ) هو تمثيل ذو أبعاد منتهية، بكلمات أخرى، مصفوفة مربعة (2s + 1)×(2s + 1). مجددًا، يُعتبر ψ متجه عمود يحتوي على مكونات بقيم (2s + 1)المسموح بها لσ. تختفي الأعداد الكمية ل s و σ بالإضافة إلى الرموز الأخرى، متصلة أو منفصلة، ممثلة أعداد كمية أخرى. قد تتكرر إحدى قيم σ أكثر من مرة اعتمادًا على التمثيل.

### الهاملتونيات النسبية وغير النسبية
الهاملتوني الكلاسيكي لجسيم في جهد هو طاقة الحركة p·p/2m زائد طاقة الوضع V(r, t)، مع المؤثر الكمي الموافق في تصور شرودنغر:
{\displaystyle {\hat {H}}={\frac {{\hat {\mathbf {p} }}\cdot {\hat {\mathbf {p} }}}{2m}}+V(\mathbf {r} ,t)}
ويعطي استبداله في معادلة شرودنغر المذكورة بالأعلى معادلة ميكانيكا كم غير نسبية للدالة الموجية: الإجراء هو استبدال مباشر لتعبير بسيط. على النقيض من ذلك، ليس هذا سهلًا في ميكانيكا الكم النسبية؛ معادلة الطاقة- الزخم معادلة من الدرجة الثانية في الطاقة والزخم مما يؤدي إلى الصعوبة.

## اقرأ أيضا
- الكيرالية (فيزياء)